# Pietro Aretino

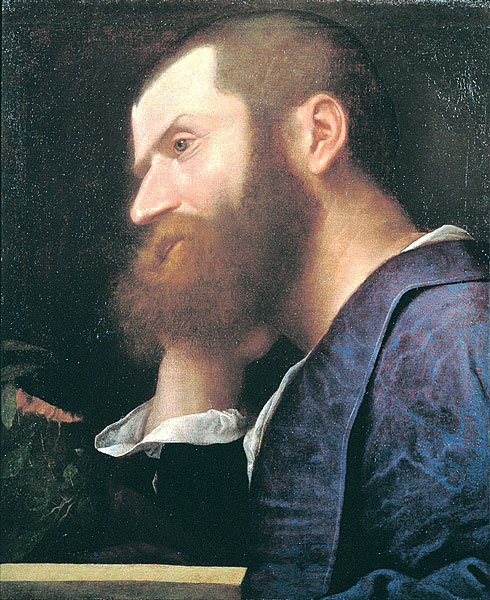
Pietro Aretino, pictat de Tițian în c. 1512

Pietro Aretino (n. aprilie 1492, Arezzo, Republica Florentină – d. 21 octombrie 1556, Veneția, Republica Veneția) a fost un poet și prozator italian.
A fost renumit în toată Europa pentru atacurile literare îndrăznețe și chiar insolente la adresa celor puternici.

## Opera

### Poezie
- "Sonetti lussuriosi"
- "Dubbi amorosi"

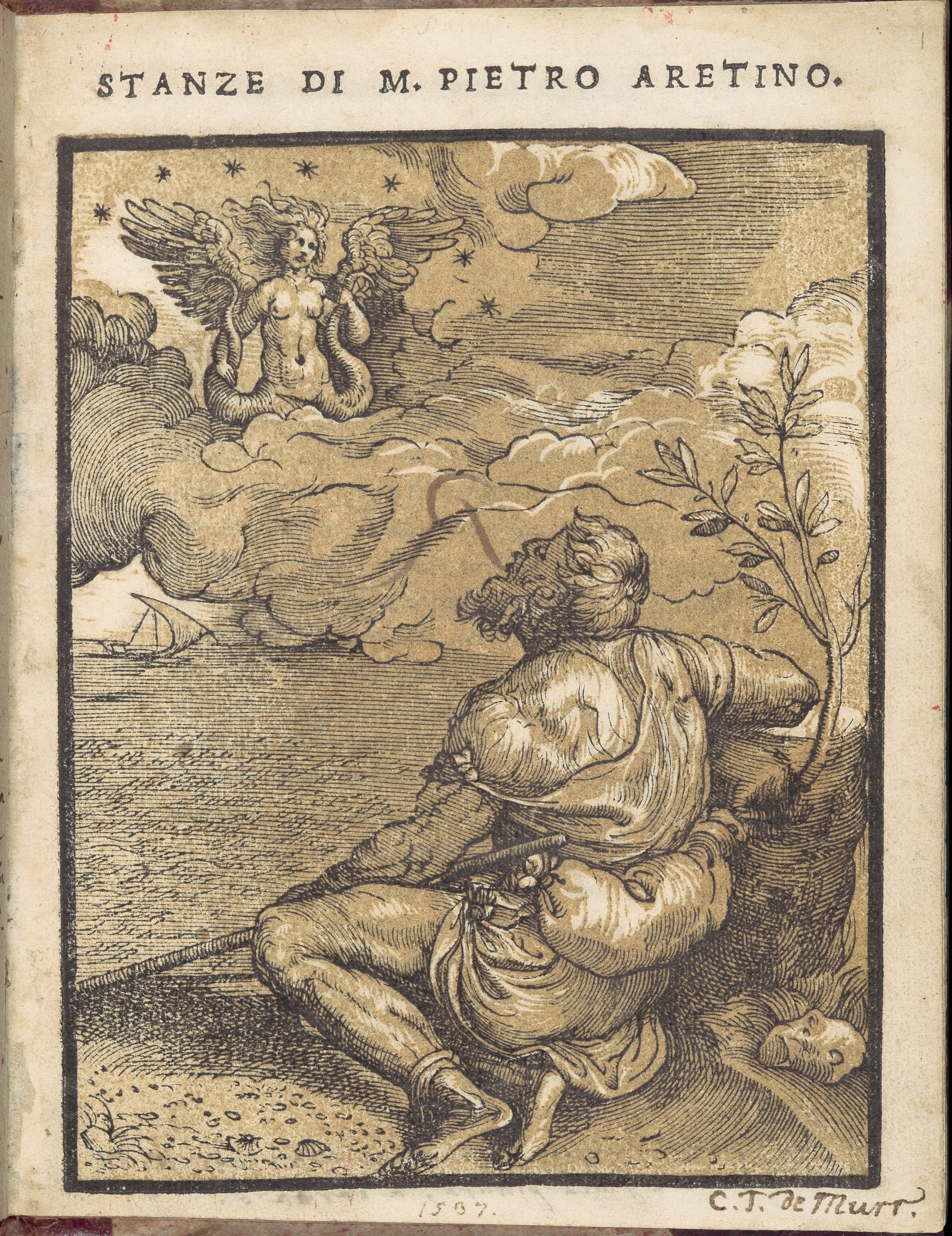
Stanze di M. Pietro Aretino, 1537

- 1538 - 1557: Scrisori ("Lettere")
- 1536 - 1556: Convorbiri ("Ragionamenti")
- "Orlandino"

### Dramaturgie
- "Fraza"
- 1526: Curtezana ("La cortigiana")
- 1533: Potcovarul ("Il marescalco")
- 1542: "La talanta"
- 1542: Ipocritul ("Lo ipocrito")
- 1546: Filozoful ("Il filosofo")
- 1546: "Orazia"

## Vezi și
- Listă de dramaturgi italieni
- Listă de scriitori italieni
- Listă de piese de teatru italiene